# Tacuary FC
Tacuary Foot Ball Club jest paragwajskim klubem piłkarskim z siedzibą w mieście Asunciónie, w dzielnicy Barrio Jara.

## Osiągnięcia
- Mistrz drugiej ligi paragwajskiej (Intermedia): 2002
- Mistrz trzeciej ligi paragwajskiej (Primera de Ascenso) (4): 1953, 1961, 1983, 1999

## Historia
Dnia 10 grudnia 1923 roku założony został klub El Porvenir Football Club Association. Później nazwa klubu została zmieniona na Tacuary Foot Ball Club. W roku 2002 oddano do użytku obecny stadion klubu Estadio Roberto Bettega mogący pomieścić 15 000 widzów. Poprzednio klub rozgrywał swoje mecze na mającym 4000 miejsc Estadio Toribio Vargas. Tacuary gra obecnie (w 2006) w pierwszej lidze paragwajskiej Primera división paraguaya.